# Cherry Hinton
Cherry Hinton ist eine Vorstadt von Cambridge in Cambridgeshire.

## Geschichte
Bis 1911 gehörte Cherry Hinton zum Verwaltungsgebiet Flendish, das 826 ha groß war. 1911 wurden 134 ha von diesem Verwaltungsgebiet in das Verwaltungsgebiet Cambridge eingegliedert und 1934 wurde es in die städtischen Grenzen von Cambridge eingegliedert, sodass Cherry Hinton seitdem keine unabhängige Verwaltungseinheit mehr ist.

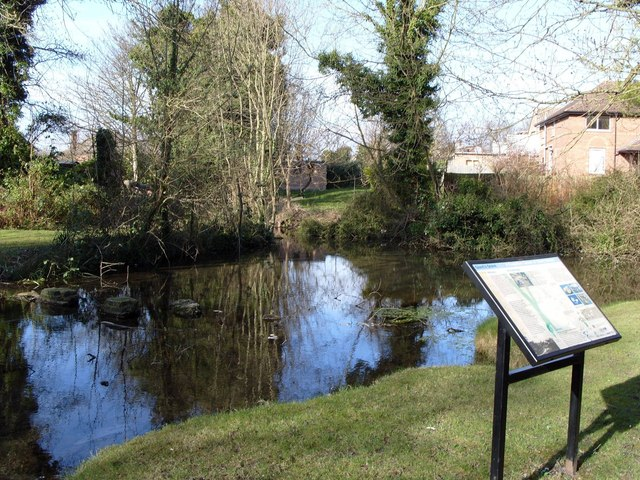
Quelle des Cherry-Hinton-Bachs

Der Name Cherry wurde 1576 erstmals verzeichnet, wahrscheinlich weil Kirschbäume im Überfluss vorhanden waren. Die frühe Siedlung bestand bis in das 19. Jahrhundert aus einem nördlichen Gebiet um eine Kirche und einem südlichen Gebiet um eine Mühle, die durch Marschland getrennt waren. Weiteres Marschland im Westen der Siedlung trennte diese wegen Überflutung im Winter von der Stadt Cambridge, sodass im 19. Jahrhundert mit der Entwässerung begonnen wurde. Es gab mehrere Bäche. Sie wurden im 20. Jahrhundert bedeckt, sodass mit dem Cherry-Hinton-Bach, ein Zufluss des Cam, nur ein oberirdisch sichtbarer übrig blieb. Die Quelle dieses im frühen 20. Jahrhunderts kanalisierten Baches ist im Volksmund als Grab des Gogmagog bekannt.
In einer archäologischen Grabung wurden 1894 mit Resten von Keramik und runden Hütten verschiedene Spuren aus der Eisenzeit gefunden. Um 110 v. Chr. gab es auf dem nahen Hügel einen römischen Hof, der im 2. Jahrhundert niedergebrannt wurde. Die Hügelgräber aus der Bronzezeit wurden im 7. Jahrhundert wieder für Begräbnisse genutzt. Frühe Verkehrswege wurden ab dem 18. Jahrhundert überbaut. 1086 gab es 41 Bauernhöfe. 1522/23 gab es 43 Haushalte. 1664 gab es 74 Haushalte. Durch die Entwicklung der Vorstadt stieg die Einwohnerzahl zwischen 1881 und 1891 von 869 auf 1537. 1921 war sie 4269. 1951 war sie 5994. 1991 war sie 7014.
Im frühen 20. Jahrhundert wurde in Hinton Gasbeleuchtung installiert, die in den 1950er Jahren durch elektrisches Licht ersetzt wurde.

## Wirtschaft und Infrastruktur
Hier ist der Sitz von ARM Limited.

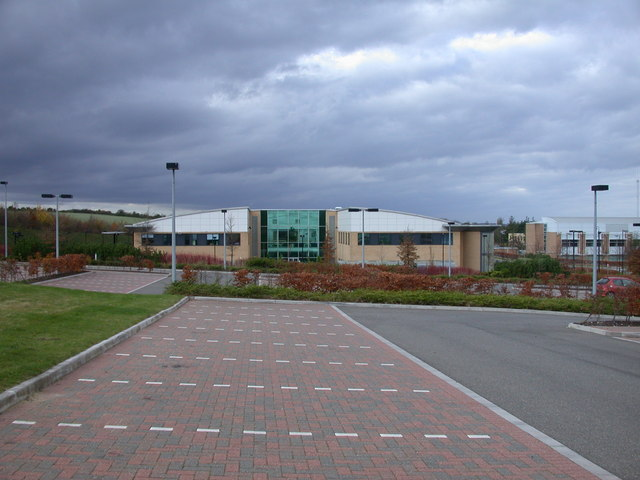
ARM Stammsitz, erbaut 1998–2000

Es gibt mehrere Grundschulen und auch eine Internationale Schule.

## Kultur und Sehenswürdigkeiten
Es gibt ein Landhaus aus Fachwerk aus dem 16. Jahrhundert und weitere Fachwerkhäuser mit zentralem Schornstein aus den folgenden Jahrhunderten.
Die St. Martinskirche wurde 1960/61 erbaut.

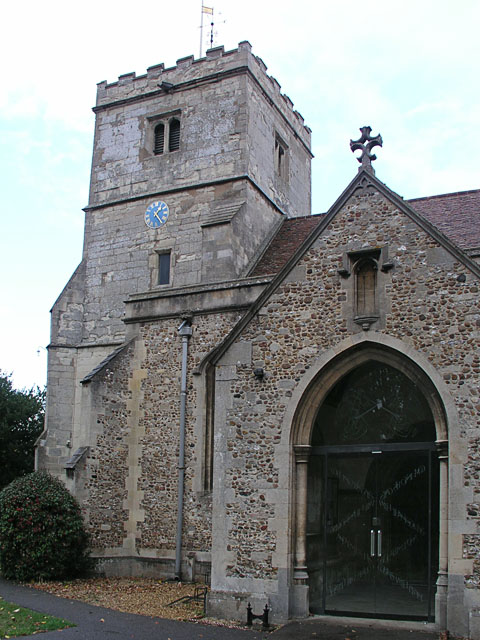
Andreaskirche

Die Andreaskirche gehört zur Church of England und wurde mehrfach umgebaut. Der älteste Teil der Andreaskirche ist der untere Teil des Turms. Im Inneren wirkt diese Kirche relativ dunkel, da der Lichtgaden im 15. Jahrhundert einstürzte.